# (10271) 1980 TV2
1980 تي في 2 (ويعرف أيضًا باسم (10271) 1980 تي في 2 وفق تسمية الكوكب الصغير) (بالإنجليزية: 1980 TV2)‏ هو كويكب ضمن حزام الكويكبات؛ وترتيبه 10271 من حيث الاكتشاف.
اكتُشف هذا الجُرم الفلكي بواسطة هنري ديبهون في 14 أكتوبر 1980.

## وصلات خارجية
- (10271) 1980 TV2 في قاعدة بيانات مختبر الدفع النفاث لأجرام النظام الشمسي الصغيرة

- الاكتشاف · مخطط المدار ·  العناصر المدارية · المعلمات المادية

- (10271) 1980 TV2 على موقع ويكي سكاي: DSS2, SDSS, GALEX, IRAS, Hydrogen α, X-Ray, Astrophoto, Sky Map, Articles and images